# قطعنامه ۵۳۵ شورای امنیت
قطعنامه ۵۳۵ شورای امنیت سازمان ملل متحد که در تاریخ ۲۹ ژوئن ۱۹۸۳ تصویب شد، سندی بین‌المللی دربارهٔ آفریقای جنوبی است. این قطعنامه طی نشست ۲۴۵۵ام با ۱۵ موافق، ۰ مخالف و ۰ ممتنع تصویب شد.